# Tour de Pologne 1937
4. edycja wyścigu kolarskiego Tour de Pologne odbyła się w dniach 25 czerwca – 5 lipca 1937. Rywalizację rozpoczęło 28 kolarzy, a ukończyło 19. Łączna długość wyścigu – 1336 km.
Pierwsze miejsce w klasyfikacji generalnej zajął Bolesław Napierała (Polska II), drugie Stanisław Wasilewski (Polska I), a trzecie Józef Kapiak (Polska I). 
Poprzednia edycja wyścigu odbyła się cztery lata wcześniej, w 1933 roku. W porównaniu do wcześniejszych wyścigów po raz pierwszy miał miejsce udział w wyścigu kolarzy zagranicznych - ekipa Węgier, Rumunii i kombinowana (po dwóch zawodników) włosko-francuska. Pierwszy raz przyznawano również nagrody pieniężne (12000 franków dla zwycięskiej drużyny i 5000 franków dla indywidualnego triumfatora). Organizatorem wyścigu był Polski Związek Towarzystw Kolarskich.

## Etapy
| Etap      | Data       | Start - meta          | Długość (km) | Zwycięzca etapu      | Lider              |
| I etap    | 25 czerwca | Warszawa – Kielce     | 176          | Bolesław Napierała   | Bolesław Napierała |
| II etap   | 26 czerwca | Kielce – Kraków       | 120          | Stanisław Wasilewski | Bolesław Napierała |
| III etap  | 27 czerwca | Kraków – Chorzów      | 160          | Józef Ignaczak       | Bolesław Napierała |
| IV etap   | 29 czerwca | Chorzów – Częstochowa | 78           | Stanisław Wasilewski | Bolesław Napierała |
| V etap    | 29 czerwca | Częstochowa – Kalisz  | 164          | Stanisław Wasilewski | Bolesław Napierała |
| VI etap   | 30 czerwca | Kalisz – Poznań       | 165          | Stanisław Wasilewski | Bolesław Napierała |
| VII etap  | 2 lipca    | Poznań – Włocławek    | 217          | Józef Kapiak         | Bolesław Napierała |
| VIII etap | 3 lipca    | Włocławek – Łódź      | 112          | Józef Kapiak         | Bolesław Napierała |
| IX etap   | 4 lipca    | Łódź – Warszawa       | 144          | Władysław Wandor     | Bolesław Napierała |

## Końcowa klasyfikacja generalna

### Klasyfikacja indywidualna
| Poz. | Zawodnik             | Kraj   | Zespół     | Czas (średnia km/h)       |
| ---- | -------------------- | ------ | ---------- | ------------------------- |
| 1.   | Bolesław Napierała   | Polska | Polska II  | 43h 05' 56" (30,999 km/h) |
| 2.   | Stanisław Wasilewski | Polska | Polska I   | +02' 40"                  |
| 3.   | Józef Kapiak         | Polska | Polska I   | +14' 16"                  |
| 4.   | Józef Ignaczak       | Polska | Polska II  | +23' 02"                  |
| 5.   | Mieczysław Moczulski | Polska | Polska III | +25' 09"                  |
| 6.   | Stefan Urbaniak      | Polska | Polska III | +33' 34"                  |
| 7.   | Wacław Starzyński    | Polska | Polska I   | +40' 57"                  |
| 8.   | Zygmunt Wiśniewski   | Polska | Polska III | +44' 36"                  |
| 9.   | Władysław Wandor     | Polska | Polska III | +55' 21"                  |
| 10.  | Mieczysław Kapiak    | Polska | Polska I   | +1h 03' 11"               |

### Klasyfikacja drużynowa
| 1. | Polska I   | 86h 26' 37" |
| 2. | Polska III | +4' 59"     |
| 3. | Polska II  | +5' 41"     |
| 4. | Polska IV  | +1h 02' 56" |
| 5. | Rumunia    | +3h 41' 17" |